# Ла Сентер (Вашингтон)
Ла Сентер (енгл. La Center) град је у америчкој савезној држави Вашингтон. По попису становништва из 2010. у њему је живело 2.800 становника.

## Демографија
Према попису становништва из 2010. у граду је живело 2.800 становника, што је 1.146 (69,3%) становника више него 2000. године.
| Група             | 2000.         | 2010.         |
| Белци             | 1.479 (89,4%) | 2.484 (88,7%) |
| Афроамериканци    | 5 (0,3%)      | 27 (1,0%)     |
| Азијати           | 18 (1,1%)     | 54 (1,9%)     |
| Хиспаноамериканци | 90 (5,4%)     | 129 (4,6%)    |
| Укупно            | 1.654         | 2.800         |